# Berlanga del Bierzo
Berlanga del Bierzo (Galicisch: Valboa) is een Spaanse gemeente in de comarca El Bierzo van de provincie León, deel van de autonome regio Castilië en León. Volgens de bevolkingscijfers van het INE van 2023 heeft de gemeente 322 inwoners.
Naast het dorpscentrum liggen ook het verlaten Castellanos, en de dorpen Langre, San Miguel de Langre en Barrio de Langre op het grondgebied van de gemeente.